# 富民文庙
富民文庙位于云南省昆明市富民县永定街道文昌路富民一中内，始建于明万历四十八年（1620年），清康熙四十七年（1708年）迁今址，光绪十五年（1889年）重建:97。现存大成门、先师殿、两庑、崇圣祠:97。先师殿坐西向东，五开间，重檐歇山顶建筑。2019年2月21日公布为第八批云南省文物保护单位。